# Rena Matsui
Rena Matsui (松井 玲奈 Matsui Rena?, n. 27 de julio de 1991) es una actriz, ex cantante y novelista japonesa. Fue miembro de los grupos idol SKE48 y Nogizaka46.

## Carrera
En julio de 2008, participó en la primera audición de SKE48 donde fue seleccionada para entrar al grupo. Debutó en el Team S el 5 de octubre de 2008. También fue elegida para estar en la alineación principal del sencillo 10nen Zakura de AKB48. Su primer álbum de fotos, titulado Kingyo fue lanzado el 1 de marzo de 2012.
En abril de 2013, SKE48 reorganizó los equipos, y Matsui fue nombrada como la capitana del Team E. En las elecciones generales de 2013 de AKB48, obtuvo el séptimo puesto con 73 173 votos.

## Discografía

### Sencillos con SKE48
| Año  | No. | Título                   | Rol                                                | Notas |
| ---- | --- | ------------------------ | -------------------------------------------------- | --- |
| 2009 | 1   | "Tsuyoki Mono yo"        | A-side                                             | Debut con el Team S. |
| 2010 | 2   | "Aozora Kataomoi"        | A-side                                             | |
| 2010 | 3   | "Gomen ne, Summer"       | A-side                                             | |
| 2010 | 4   | "1! 2! 3! 4! Yoroshiku!" | A-side                                             | |
| 2011 | 5   | "Banzai Venus"           | A-side, Akagumi, Center                            | También cantó en "Dareka no Sei ni wa Shinai" as subgroup Akagumi.                                                                                |
| 2011 | 6   | "Pareo wa Emerald"       | A-side, Akagumi, Selection 8                       | Also sang on "Tsumiki no Jikan"; "Papa wa Kirai" as Akagumi; "Hanabi wa Owaranai" as Selection 8.                                                 |
| 2011 | 7   | "Okey Dokey"             | A-side, Akagumi, Selection 8                       | Also sang on "Hatsukoi no Fumikiri"; "Hohoemi no Positive Thinking" as Akagumi; "Utaōyo, Bokutachi no Kōka" as Selection 8                        |
| 2012 | 8   | "Kataomoi Finally"       | A-side, Akagumi, Selection 8                       | Also sang on "Kyō made no Koto, Korekara no koto"; "Koe ga Kasureru Kurai" as Akagumi; "Kamoki no Tsuki" as Selection 8.                          |
| 2012 | 9   | "Aishite-love-ru!"       | A-side                                             | Also sang on "Nante Ginga wa Arui no Darou". |
| 2012 | 10  | "Kiss Datte Hidarikiki"  | A-side,Center                                      | |
| 2013 | 11  | "Choco no Dorei"         | A-side                                             | Also sang on "Bike to Sidecar". |
| 2013 | 12  | "Utsukushii Inazuma"     | A-side, Center,[cita requerida] Boat Pier Senbatsu | First single as member of Team E. Also sang on ""Seishun no Mizushibuki" as Boat Pier Senbatsu; "Shalala na Calendar" as Team E.                  |
| 2013 | 13  | "Sansei Kawaii!"         | A-side, Center[cita requerida]                     | |
| 2014 | 14  | "Mirai to wa?"           | A-side                                             | Also sang on "GALAXY of DREAMS"; "Machiawasetai"                                                                                                  |
| 2014 | 15  | "Bukiyō Taiyō"           | A-side                                             | |
| 2014 | 16  | "12 Gatsu no Kangaroo"   | A-side                                             | |
| 2015 | 17  | "Coquettish Jūtai Chū"   | A-side, Center                                     | |
| 2015 | 18  | "Mae Nomeri"             | A-side, Center                                     | First Center and last to participate of the Single in SKE48. Also sang on "Nagai Yume no Labyrinth" and "2588 Days" which is her graduation song. |

## Filmografía

### Películas
- gift (2014) - Saori Yamane
- Harahara Nanoka (2017) - Rina
- Warau Manekineko (2017) - Honda Akako
- Megamisama (2017) - Rika Sakura

### Especiales
- Ballerino Cop! (Jan 2016)[22] - Kyoko Komori
- Shoga drama Oda Nobunaga (2017) - Ota
- Chiisana Hashi de (2017) - Otomi

### Dramas
- Majisuka Gakuen (TV Tokyo, 2010) - Gekikara (AKB48-produced show)
- Okagesamade! (CBC, 2010) - aparición en el episodio del 18 de septiembre
- Chuugakusei Nikki (NHK Educational TV, 2010) - Rena Morikawa
- Mousou Deka (Tōkai TV, 2011) - Jueza de celebridades
- Majisuka Gakuen 2 (TV Tokyo, 2011) - Gekikara/Amakuchi/Chuukara (AKB48-produced show second season)
- Oshare ni Koi Shita Cinderella: Okarie ga Yumi o Kanaeru Made (BeeTV, 2011) - Matsuoka Rie
- Shin Anata no Shiranai Sekai (NTV, 2011)- Rie (appearance in one of the horror story segment)
- Gakkou no Kaidan (BeeTV, 2012)
- Nagoya Iki Saishuu Ressha Vol.1 (Mētele, 2012)
- Housou Hakubutsukan Kikiippatsu (NHK, 2013) - Nozomi Sakura
- Nagoya Iki Saishuu Ressha Vol.2 (Mētele, 2014)
- Nagoya Iki Saishuu Ressha Vol.3 (Mētele, 2015)
- Nietzsche-sensei: Conveni ni, Satori Sedai no Shinjin ga Maiorita. (NTV, 2016) - Shioyama Kaede
- Fragile (Fuji TV, 2016) - Naomi Hibako
- Nagoya Iki Saishuu Ressha Vol.4 (Mētele, 2016)
- Hatsukoi Geinin (NHK BS Premium, 2016) - Risa Ichikawa
- Laundry Chigasaki (TBS-MBS, 2016) - Nagi Nagumo
- Tokyo Vampire Hotel (Amazon Prime, 2017) - Aparición especial en el episodio 2
- Nagoya Iki Saishuu Ressha Vol.5 (Mētele, 2017)
- Kumokiri Nizaemon Tercera temporada Ep.3 (NHK BS Premium, 2017) - Osaki
- Warau Manekineko (TBS-MBS, 2017) - Honda Akako
- 100 man-en no Onnatachi (Netflix - TV Tokyo - BS JAPAN, 2017) - Tsukamoto Hitomi